# Coupe Davis Junior et Fed Cup Junior
La Coupe Davis Junior et la Fed Cup Junior sont deux compétitions de tennis par équipes organisées par la Fédération internationale de tennis (ITF). Elles correspondent aux versions junior de la Coupe Davis pour les garçons et de la Fed Cup pour les filles.
Créées en 1985 sous le nom de World Youth Cup, il s'agit de deux compétitions jumelles puisqu'elles partagent le même format et les mêmes lieux de compétition. Cette compétition est ouverte aux jeunes joueurs et joueuses âgés de seize ans maximum et fait suite à l'ITF World Junior Tennis (équivalent pour les jeunes de quatorze ans maximum). 
Après des phases de qualifications régionales, sauf pour le pays hôte directement qualifié, la phase finale voit s'affronter chaque année pendant une semaine seize équipes représentant seize pays pour décrocher le trophée. Les rencontres se déroulent au meilleur des trois matches : deux simples puis un double.  

## Palmarès

### Coupe Davis Junior
| Année | Lieu et pays hôte                                  | Vainqueurs                                                                   | Score | Finalistes                                                                                     |
| ----- | -------------------------------------------------- | ---------------------------------------------------------------------------- | ----- | ---------------------------------------------------------------------------------------------- |
| 1985  | Kobe                                               | Australie (Shane Barr, Richard Fromberg, Jason Stoltenberg)                  | 2-1   | États-Unis (John Falbo, Francisco Montana)                                                     |
| 1986  | Tokyo                                              | Australie (Richard Fromberg, Jason Stoltenberg, Todd Woodbridge)             | 2-1   | États-Unis (Michael Chang, Jim Courier, David Kass)                                            |
| 1987  | Fribourg-en-Brisgau                                | Australie (Johan Anderson, Jamie Morgan, Todd Woodbridge)                    | 3-0   | Pays-Bas (Paul Dogger, Fernon Wibier)                                                          |
| 1988  | Perth                                              | Tchécoslovaquie (Martin Damm, Lukáš Hovorka, Jan Kodeš)                      | 2-1   | États-Unis (William Bull, Rick Leach, Brian MacPhie)                                           |
| 1989  | Asuncion                                           | Allemagne de l'Ouest (Scott Gessner, Gregor Paul, David Prinosil)            | 2-1   | Tchécoslovaquie (Pavel Gazda, Lukáš Thomas)                                                    |
| 1990  | Rotterdam                                          | URSS (Ievgueni Kafelnikov, Andreï Medvedev, Dmitri Tomashevich)              | 2-1   | Australie (Grant Doyle, Brad Sceney, Tasos Vasiliadis)                                         |
| 1991  | Barcelone                                          | Espagne (Gonzalo Corrales, Albert Costa)                                     | 2-1   | Tchécoslovaquie (Filip Kaščák, David Škoch)                                                    |
| 1992  | Castelldefels                                      | France (Maxime Boyé, Nicolas Escudé)                                         | 2-1   | Allemagne (Alexander Nickel, Rene Nicklisch)                                                   |
| 1993  | Wellington                                         | France (Jean-François Bachelot, Olivier Mutis, Johann Potron)                | 2-1   | Nouvelle-Zélande (Scott Clark, Mark Nielsen, Teo Susnjak)                                      |
| 1994  | Tucson                                             | Pays-Bas (Markus Hipfl, Clemens Trimmel)                                     | 2-1   | Autriche (Raemon Sluiter, Peter Wessels)                                                       |
| 1995  | Essen                                              | Allemagne (Daniel Elsner, Thomas Messmer, Tomas Zivnicek)                    | 3-0   | République tchèque (Petr Kralert, Pavel Říha, Michal Tabara)                                   |
| 1996  | Zurich                                             | France (Jérôme Haehnel, Julien Jeanpierre, Olivier Patience)                 | 2-1   | Australie (Nathan Healey, Lleyton Hewitt)                                                      |
| 1997  | Vancouver                                          | République tchèque (Ladislav Chramosta, Jaroslav Levinský)                   | 2-0   | Venezuela (José de Armas, Ezequiel Nastari)                                                    |
| 1998  | Coni                                               | Espagne (Marc López, Tommy Robredo)                                          | 2-1   | Croatie (Roko Karanušić, Mario Radić)                                                          |
| 1999  | Perth                                              | États-Unis (Alex Bogomolov, Ryan Redondo, Travis Rettenmaier)                | 3-0   | Croatie (Mario Ančić, Tomislav Perić, Ivan Stelko)                                             |
| 2000  | Hiroshima                                          | Australie (Ryan Henry, Todd Reid)                                            | 2-0   | Autriche (Johannes Ager, Stefan Wiespeiner)                                                    |
| 2001  | Santiago                                           | Chili (Jorge Aguilar, Guillermo Hormazábal, Carlos Ríos)                     | 3-0   | Allemagne (Sascha Klör, Bastian Koch, Marcel Zimmermann)                                       |
| 2002  | La Baule-Escoublac                                 | Espagne (Marcel Granollers, Rafael Nadal, Tomeu Salvá)                       | 3-0   | États-Unis (Brendan Evans, Scott Oudsema, Phillip Simmonds)                                    |
| 2003  | Essen                                              | Allemagne (Matthias Bachinger, Mischa Zverev)                                | 2-1   | France (Jérémy Chardy, Mathieu Dehaine, Jérémy Dréan)                                          |
| 2004  | Barcelone                                          | Espagne (Roberto Bautista-Agut, Pere Riba)                                   | 2-1   | République tchèque (Dušan Lojda, Miroslav Navratil, Filip Zeman)                               |
| 2005  | Barcelone                                          | France (Kevin Botti, Jérôme Inzerillo)                                       | 2-0   | République tchèque (Michal Konečný, Roman Jebavý)                                              |
| 2006  | Barcelone                                          | Pays-Bas (Xander Spong, Tim van Terheijden, Joost Vogel)                     | 2-1   | Russie (Evgeny Donskoy, Vladimir Karusevich, Vladimir Zinyakov)                                |
| 2007  | Reggio d'Emilie                                    | Australie (Bernard Tomic, Mark Verryth)                                      | 2-0   | Argentine (Guido Andreozzi, Kevin Konfederak)                                                  |
| 2008  | San Luis Potosí                                    | États-Unis (Evan King, Denis Kudla)                                          | 2-0   | Argentine (Andrea Collarini, Agustín Velotti)                                                  |
| 2009  | San Luis Potosí                                    | Australie (Jason Kubler, Luke Saville, Joey Swaysland)                       | 2-1   | Royaume-Uni (Andrew Bettles, George Morgan)                                                    |
| 2010  | San Luis Potosí                                    | Japon (Kazuma Kawachi, Kaichi Uchida)                                        | 2-0   | Canada (Edward Nguyen, Filip Peliwo)                                                           |
| 2011  | San Luis Potosí                                    | Royaume-Uni (Kyle Edmund, Evan Hoyt)                                         | 2-0   | Italie (Stefano Napolitano, Gianluigi Quinzi)                                                  |
| 2012  | Barcelone                                          | Italie (Filippo Baldi, Gianluigi Quinzi)                                     | 2-1   | Australie (Harry Bourchier, Thanasi Kokkinakis)                                                |
| 2013  | San Luis Potosí                                    | Espagne (Pedro Martínez Portero, Jaume Munar)                                | 2-1   | Corée du Sud (Chung Yun-seong, Hong Seong-chan, Kang Ku-keon)                                  |
| 2014  | San Luis Potosí                                    | États-Unis (William Blumberg, Michael Mmoh, Gianni Ross)                     | 3-0   | Corée du Sud (Chung Yun-seong, Im Seong-taek, Oh Chan-yeong)                                   |
| 2015  | Madrid                                             | Canada (Félix Auger-Aliassime, Denis Shapovalov)                             | 2-1   | Allemagne (Nicola Kuhn, Marvin Möller)                                                         |
| 2016  | Budapest                                           | Russie (Alen Avidzba, Timofey Skatov, Alexey Zakharov)                       | 2-1   | Canada (Félix Auger-Aliassime, Nicaise Muamba, Chih-Chi Huang)                                 |
| 2017  | Budapest                                           | République tchèque (Jonáš Forejtek, Dalibor Svrčina)                         | 2-0   | États-Unis (William Grant, Govind Nanda)                                                       |
| 2018  | Budapest                                           | Espagne (Carlos Alcaraz Garfia, Mario González Fernández, Pablo Llamas Ruiz) | 2-1   | France (Harold Mayot, Lilian Mamousez, Martin Breysach)                                        |
| 2019  | Orlando                                            | Japon (Kokoro Isomura, Shintaro Mochizuki, Yamato Sueoka)                    | 2-1   | États-Unis (Dali Blanch, Martin Damm, Toby Korda)                                              |
| 2020  | Épreuve annulée à cause de la pandémie de Covid-19 |                                                                              |       |                                                                                                |
| 2021  | Antalya                                            | Russie (Yaroslav Demin, Maxim Zhukov, Danil Panarin)                         | 2-0   | France (Gabriel Debru, Antoine Ghibaudo, Arthur Géa)                                           |
| 2022  | Antalya                                            | Brésil (João Fonseca, Gustavo Ribeiro de Almeida, Pedro Rodrigues)           | 2-0   | États-Unis (Kaylan Bigun, Meecah Bigun, Alexander Razeghi)                                     |
| 2023  | Cordoue                                            | République tchèque (Jan Kumstát, Maxim Mrva, Martin Doskočil)                | 2-1   | Italie (Federico Cinà, Andrea De Marchi, Matteo Sciahbasi)                                     |
| 2024  | Antalya                                            | États-Unis (Jack Kennedy, Keaton Hance, Jack Secord )                        | 2-0   | Roumanie (Yannick Theodor Alexandrescou, Alejandro Mateo Berge Nourescu, Cezar Stefan Bentzel) |

### Fed Cup Junior
| Année | Lieu et pays hôte                                  | Vainqueurs                                                                 | Score | Finalistes                                                                  |
| ----- | -------------------------------------------------- | -------------------------------------------------------------------------- | ----- | --------------------------------------------------------------------------- |
| 1985  | Kobe                                               | Tchécoslovaquie (Jana Pospíšilová, Radka Zrubáková)                        | 3-0   | Australie (Wendy Frazer, Sally McCann, Nicole Provis)                       |
| 1986  | Tokyo                                              | Belgique (Ann Devries, Caroline Neuprez, Sandra Wasserman)                 | 2-1   | Tchécoslovaquie (Petra Langrová, Radka Zrubáková)                           |
| 1987  | Fribourg-en-Brisgau                                | Australie (Jo-Anne Faull, Rachel McQuillan)                                | 2-1   | URSS (Elena Bryukhovets, Natalia Medvedeva)                                 |
| 1988  | Perth                                              | Australie (Kerry-Anne Guse, Lorrae Guse, Kirrily Sharpe)                   | 3-0   | Argentine (Inés Gorrochategui, Federica Haumüller, Cristina Tessi)          |
| 1989  | Asuncion                                           | Allemagne de l'Ouest (Katharina Düll, Anke Huber, Maja Zivec-Skulj)        | 2-1   | Tchécoslovaquie (Karina Habšudová, Petra Kučová, Klára Matoušková)          |
| 1990  | Rotterdam                                          | Pays-Bas (Petra Kamstra, Lena Niemantsverdriet)                            | 2-1   | URSS (Tatiana Ignatieva, Irina Sukhova)                                     |
| 1991  | Barcelone                                          | Allemagne (Kirstin Freye, Marketa Kochta, Heike Rusch)                     | 2-1   | Paraguay (Rossana de los Ríos, Larissa Schaerer)                            |
| 1992  | Castelldefels                                      | Belgique (Laurence Courtois, Stéphanie de Villé, Nancy Feber)              | 3-0   | Argentine (Mariana Díaz-Oliva, Laura Montalvo, María Luciana Reynares)      |
| 1993  | Wellington                                         | Australie (Siobhan Drake-Brockman, Annabel Ellwood, Jodi Richardson)       | 2-1   | États-Unis (Amanda Basica, Cristina Moros, Stephanie Nickitas)              |
| 1994  | Tucson                                             | Afrique du Sud (Surina de Beer, Jessica Steck)                             | 3-0   | France (Amélie Castéra, Amélie Cocheteux)                                   |
| 1995  | Essen                                              | France (Kildine Chevalier, Amélie Mauresmo, Karolina Jagieniak)            | 2-1   | Allemagne (Caroline Christian, Sandra Klösel, Stephanie Kovacic)            |
| 1996  | Zurich                                             | Slovénie (Petra Rampre, Katarina Srebotnik)                                | 2-1   | Allemagne (Stephanie Kovacic, Jasmin Wöhr)                                  |
| 1997  | Vancouver                                          | Russie (Elena Dementieva, Anastasia Myskina)                               | 2-0   | France (Stéphanie Rizzi, Samantha Schoeffel)                                |
| 1998  | Coni                                               | Italie (Maria Elena Camerin, Flavia Pennetta, Roberta Vinci)               | 2-1   | Slovaquie (Daniela Hantuchová, Stanislava Hrozenská)                        |
| 1999  | Perth                                              | Argentine (Eugenia Chialvo, Gisela Dulko, María Emilia Salerni)            | 2-1   | Slovaquie (Lenka Dlhopolcová, Ľubomíra Kurhajcová)                          |
| 2000  | Hiroshima                                          | République tchèque (Eva Birnerová, Petra Cetkovská, Ema Janašková)         | 2-1   | Hongrie (Dorottya Magas, Virág Németh)                                      |
| 2001  | Santiago                                           | République tchèque (Petra Cetkovská, Lucie Šafářová, Barbora Strýcová)     | 3-0   | Pologne (Olga Brózda, Marta Domachowska, Alicja Rosolska)                   |
| 2002  | La Baule-Escoublac                                 | Biélorussie (Darya Kustova, Anastasiya Yakimova)                           | 3-0   | République tchèque (Kateřina Böhmová, Andrea Hlaváčková)                    |
| 2003  | Essen                                              | Pays-Bas (Michaëlla Krajicek, Bibiane Schoofs)                             | 2-1   | Canada (Ekaterina Shulaeva, Aleksandra Wozniak, Katarina Zoricic)           |
| 2004  | Barcelone                                          | Argentine (Betina Jozami, Florencia Molinero)                              | 2-0   | Canada (Sharon Fichman, Valérie Tétreault)                                  |
| 2005  | Barcelone                                          | Pologne (Agnieszka Radwańska, Urszula Radwańska)                           | 2-0   | France (Alizé Cornet, Estelle Guisard)                                      |
| 2006  | Barcelone                                          | Biélorussie (Ima Bohush, Ksenia Milevskaya)                                | 2-1   | Russie (Ksenia Lykina, Anastasia Pavlyuchenkova, Yulia Solonitskaya)        |
| 2007  | Reggio d'Emilie                                    | Australie (Isabella Holland, Sally Peers)                                  | 2-1   | Pologne (Katarzyna Piter, Sandra Zaniewska)                                 |
| 2008  | San Luis Potosí                                    | États-Unis (Kristie Ahn, Christina McHale)                                 | 2-0   | Royaume-Uni (Tara Moore, Heather Watson)                                    |
| 2009  | San Luis Potosí                                    | Russie (Daria Gavrilova, Ksenia Kirillova)                                 | 2-0   | Allemagne (Annika Beck, Stephanie Wagner)                                   |
| 2010  | San Luis Potosí                                    | Russie (Margarita Gasparyan, Daria Gavrilova)                              | 2-1   | Chine (Tang Haochen, Tian Ran, Zheng Saisai)                                |
| 2011  | San Luis Potosí                                    | Australie (Ashleigh Barty, Belinda Woolcock)                               | 2-0   | Canada (Françoise Abanda, Carol Zhao)                                       |
| 2012  | Barcelone                                          | États-Unis (Gabrielle Andrews, Louisa Chirico, Taylor Townsend)            | 3-0   | Russie (Daria Kasatkina, Elizaveta Kulichkova, Alina Silich)                |
| 2013  | San Luis Potosí                                    | Russie (Daria Kasatkina, Veronika Kudermetova)                             | 2-0   | Australie (Naiktha Bains, Priscilla Hon)                                    |
| 2014  | San Luis Potosí                                    | États-Unis (Catherine Bellis, Tornado Alicia Black, Sofia Kenin)           | 3-0   | Slovaquie (Tamara Kupková, Viktória Kužmová, Tereza Mihalíková)             |
| 2015  | Madrid                                             | République tchèque (Monika Kilnarova, Anna Slováková, Markéta Vondroušová) | 2-1   | États-Unis (Kayla Day, Claire Liu)                                          |
| 2016  | Budapest                                           | Pologne (Iga Świątek, Maja Chwalińska)                                     | 2-1   | États-Unis (Amanda Anisimova, Claire Liu, Caty McNally)                     |
| 2017  | Budapest                                           | États-Unis (Caty McNally, Whitney Osuigwe)                                 | 2-0   | Japon (Yuki Naito, Naho Sato)                                               |
| 2018  | Budapest                                           | États-Unis (Cori Gauff, Alexa Noel)                                        | 2-1   | Ukraine (Lyubov Kostenko, Dasha Lopatetskaya)                               |
| 2019  | Orlando                                            | États-Unis (Connie Ma, Robin Montgomery, Katrina Scott)                    | 2-1   | République tchèque (Barbora Palicová, Linda Nosková)                        |
| 2020  | Épreuve annulée à cause de la pandémie de Covid-19 |                                                                            |       |                                                                             |
| 2021  | Antalya                                            | République tchèque (Brenda Fruhvirtová, Sára Bejlek, Nikola Bartůňková)    | 2-0   | Japon (Sara Saito, Sayaka Ishii, Ena Koike)                                 |
| 2022  | Antalya                                            | États-Unis (Valerie Glozman, Clervie Ngounoue, Iva Jovic)                  | 3-0   | République tchèque (Magdaléna Smékalová, Lucie Urbanová, Tereza Valentová)  |
| 2023  | Cordoue                                            | États-Unis (Tyra Caterina Grant, Iva Jovic, Alanis Hamilton)               | 2-0   | République tchèque (Alena Kovačková, Laura Samsonová, Eliška Forejtková)    |
| 2024  | Antalya                                            | États-Unis (Tyra Caterina Grant, Julieta Pareja , Kristina Penickova )     | 2-1   | Roumanie (Maia Ilinca Burcescu , Giulia Safina Popa , Ioana Stefania Boian) |

## Statistiques

### Classement par nombre de victoires
Coupe Davis Junior (39)
- 6 : Australie et Espagne
- 4 : France, États-Unis et République tchèque (une fois comme Tchécoslovaquie)
- 3 : Allemagne, Russie
- 2 : Pays-Bas, Japon
- 1 : Brésil, Canada, Chili, Italie, Royaume-Uni

Fed Cup Junior (39)
- 9 : États-Unis
- 5 : Australie et République tchèque (une fois comme Tchécoslovaquie)
- 4 : Russie
- 2 : Allemagne, Argentine, Belgique, Biélorussie, Pays-Bas et Pologne
- 1 : Afrique du Sud, France, Italie et Slovénie